# Ammalo peruviana
Ammalo peruviana là một loài bướm đêm thuộc phân họ Arctiinae, họ Erebidae.